# 假蓬风毛菊
假蓬风毛菊（学名：Saussurea conyzoides）是菊科风毛菊属的植物，为中国的特有植物。分布在中国大陆的贵州、湖北、四川等地，生长于海拔2,000米至2,100米的地区，多生长在林下，目前尚未由人工引种栽培。